# Dôme de Chasseforêt
Il Dôme de Chasseforêt (3.586 m s.l.m.) è una montagna delle Alpi della Vanoise e del Grand Arc nelle Alpi Graie. Si trova nel Parco nazionale della Vanoise.

## Salita alla vetta

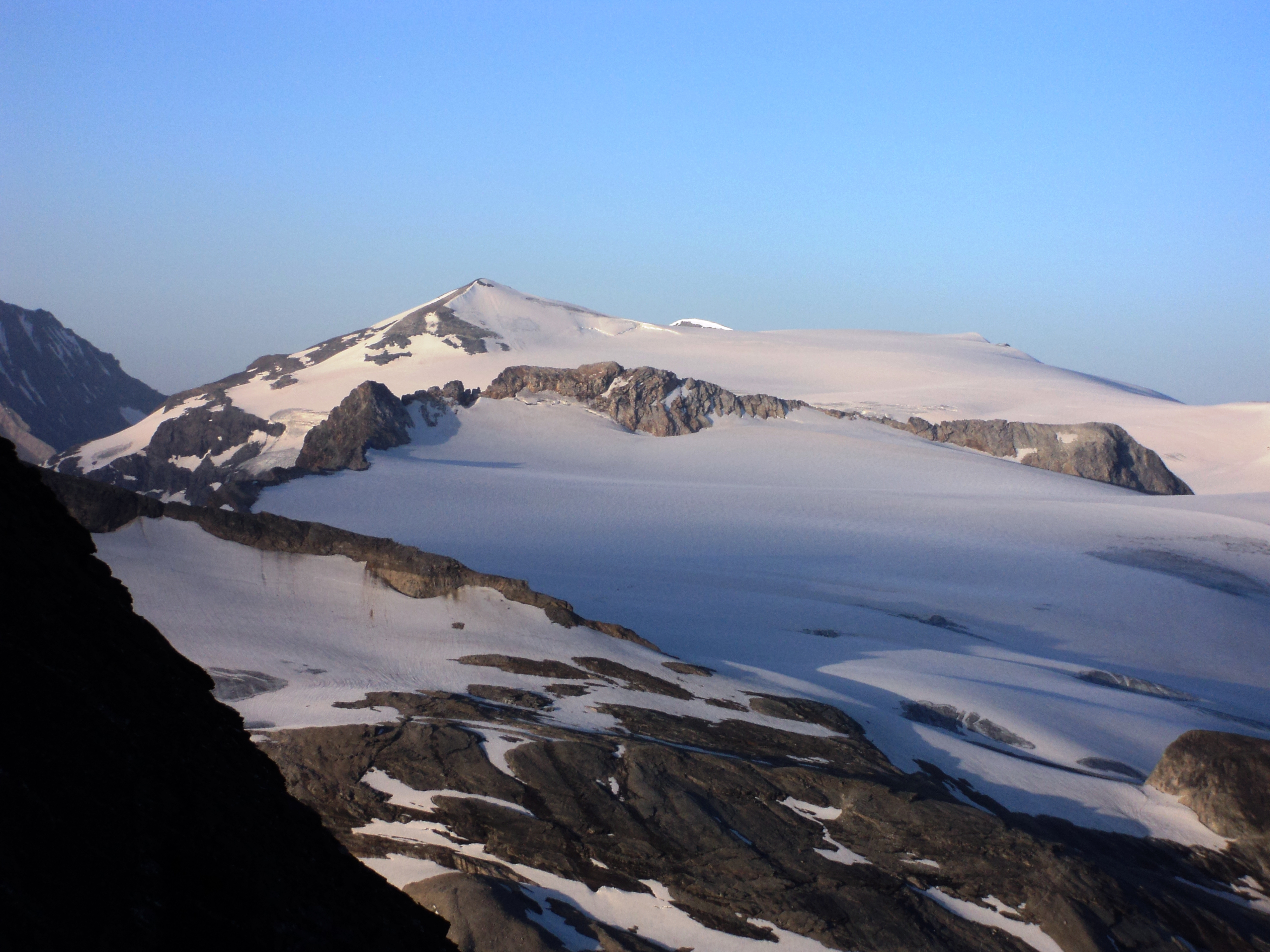
La montagna vista lungo la via normale di salita alla Grande Casse.

È possibile salire sulla vetta partendo dal Refuge de l'Arpont (2.309 m) oppure dal Refuge de La Valette (2.590 m).